# Mitch Wishnowsky
Mitch Wishnowsky (geboren am 3. März 1992 in Gosnells City, Australien) ist ein australischer American-Football-Spieler auf der Position des Punters. Er spielte College Football für die University of Utah und wurde in der vierten Runde des NFL Draft 2019 von den San Francisco 49ers ausgewählt.

## Frühe Jahre und College
Wishnowskys Eltern stammen beide aus der neuseeländischen Region Hawke’s Bay und zogen vor seiner Geburt nach Perth, Australien. Er spielte in seiner Jugend Fußball, später Australian Football. Mit 16 Jahren brach er die Highschool ab, um als Glaser zu arbeiten. Nach einer Schulterverletzung wechselte Wishnowsky von Australian Football zu Flag Football nach amerikanischen Regeln. Dabei kam er in Kontakt mit Prokick Australia und zog nach Melbourne, um dort als Punter zu trainieren. Um in den Vereinigten Staaten am College Football spielen zu können, zog Wishnowsky 2014 in die Vereinigten Staaten, um das Community College in Santa Barbara, Kalifornien zu besuchen. Dort spielte er in der Saison 2014 auch als Punter.
Ab 2016 ging Wishnowsky auf die University of Utah und spielte dort drei Jahre lang College Football für die Utah Utes. In seiner ersten Saison für Utah erzielte er 47,7 Yards pro Punt und wurde mit dem Ray Guy Award als bester Punter am College in dieser Saison ausgezeichnet, zudem wurde er zum Unanimous All-American gewählt. In allen drei Spielzeiten für die Utes wurde Wishnowsky in das All-Star-Team der Pacific-12 Conference gewählt.

## NFL
Wishnowsky wurde im NFL Draft 2019 in der vierten Runde an 110. Stelle ausgewählt. Damit war er der am frühesten gewählte Punter seit Bryan Anger, der 2012 in der dritten Runde von den Jacksonville Jaguars gewählt wurde. Neben den Punts übernimmt Wishnowsky bei den 49ers auch die Kickoffs, zudem wird er als Holder eingesetzt. Als Rookie stand er mit San Francisco im Super Bowl LIV, den sie gegen die Kansas City Chiefs verloren. Am vierten Spieltag der Saison 2021 musste Witchnowsky bei der Partie gegen die Seattle Seahawks als Kicker einspringen, nachdem Robbie Gould sich beim Aufwärmen verletzt hatte. Er traf einen von zwei Extrapunktversuchen und vergab ein Field Goal aus 41 Yards. Damit erzielte er als erster Australier einen Punkt in der NFL.
Im September 2022 einigte Wishnowsky sich mit den 49ers auf eine Vertragsverlängerung um vier Jahre im Wert von bis zu 13 Millionen US-Dollar. In der Saison 2023 erreichte er mit den 49ers den Super Bowl LVIII, in dem sie wie bereits vier Jahre zuvor den Kansas City Chiefs gegenüberstanden. Erneut unterlag man Kansas City, dieses Mal mit 22:25 nach Overtime.